# Zürcher Oberland

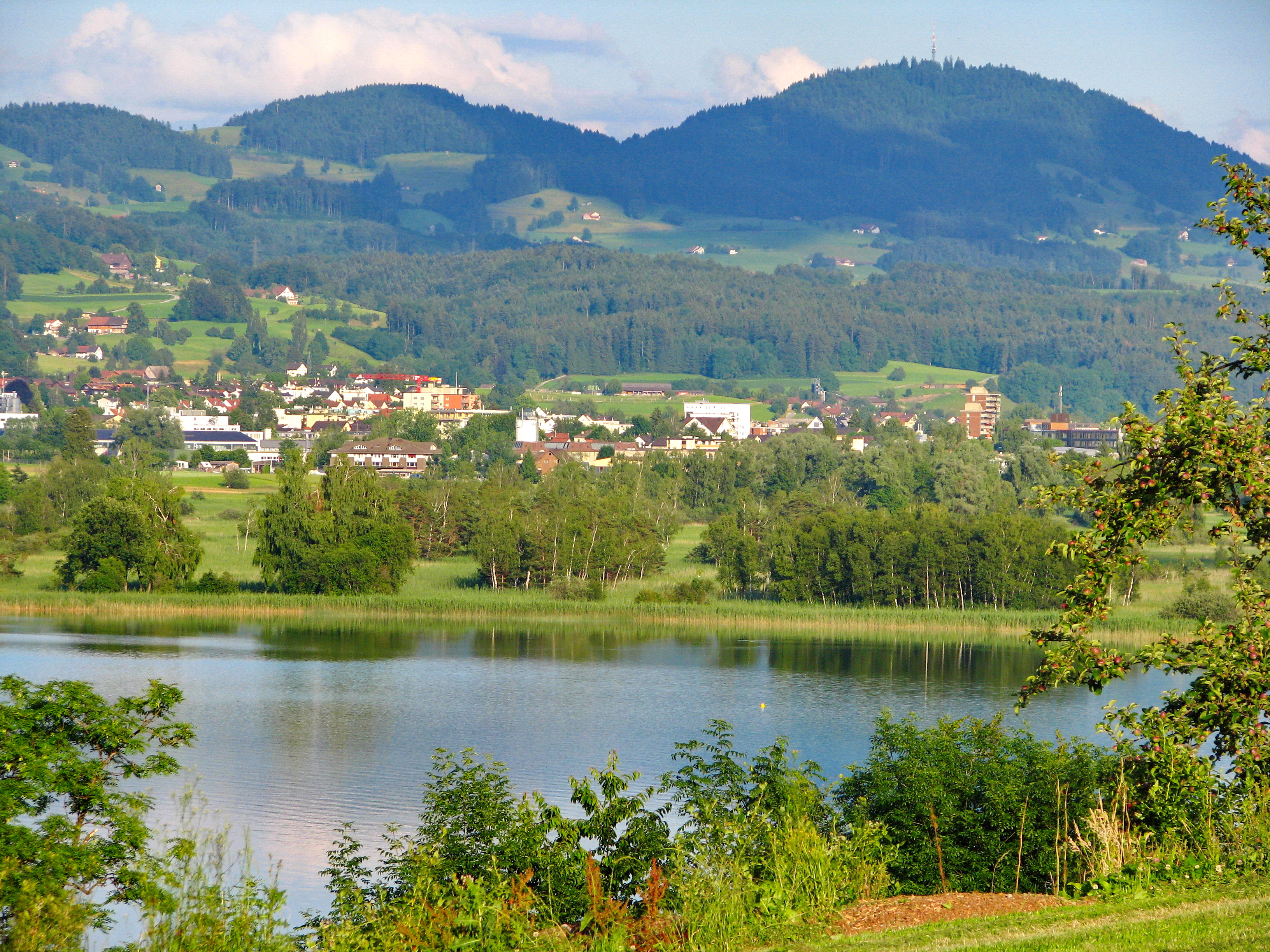
Pfäffikersee, Kempten bei Wetzikon und der Bachtel

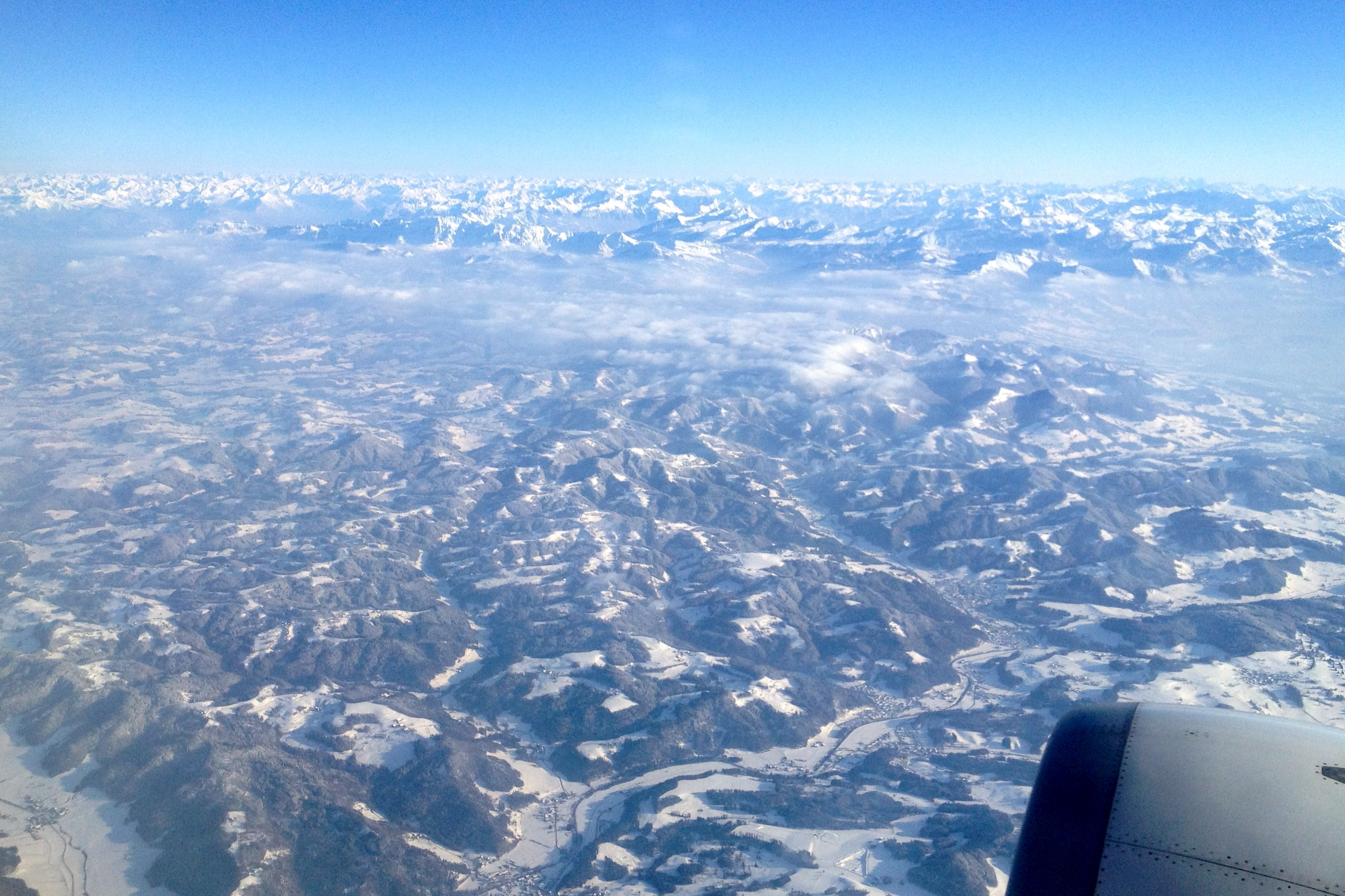
Blick übers Tösstal (vorne) nach Süden zu den Alpen; links vom Triebwerk liegt Bauma, links unten Oberhofen bei Turbenthal

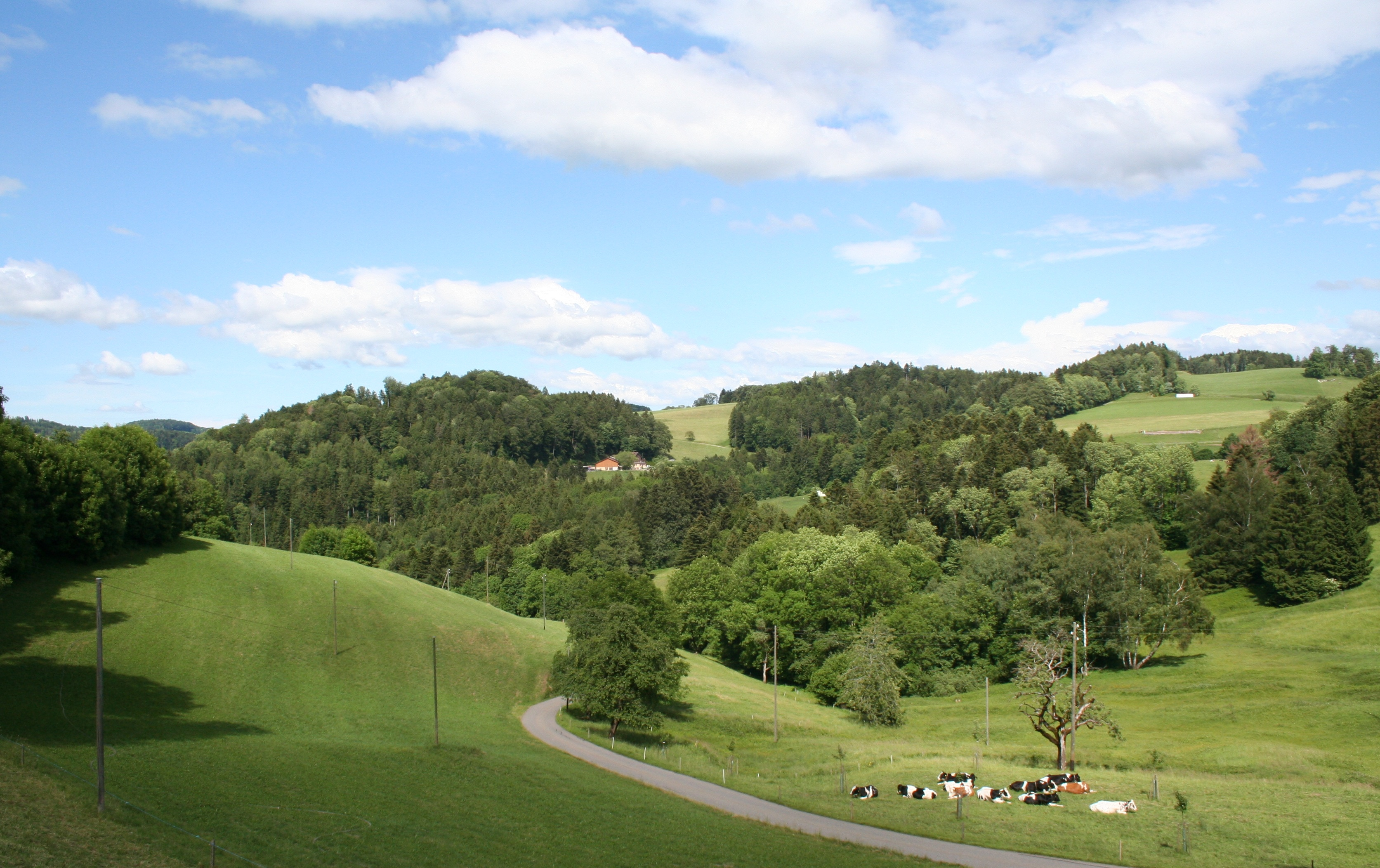
Bei Turbenthal im Tösstal

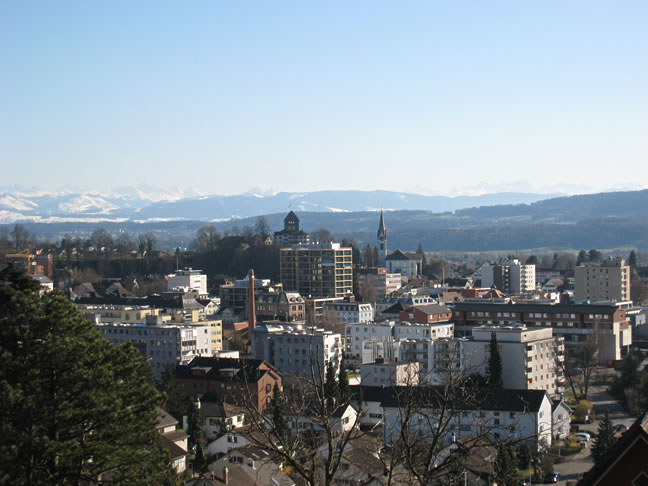
Stadtzentrum von Uster

Das Zürcher Oberland (zürichdeutsch Züri Oberland) ist die grösstenteils hügelige, teilweise ländliche, teilweise stark urbanisierte Landschaft im Südosten des Kantons Zürich. Dies umfasst unter anderem die fünf Städte Uster, Dübendorf, Wetzikon, Volketswil und Illnau-Effretikon, den Greifensee und den Pfäffikersee und das von der Töss gezeichnete Tössbergland mit den voralpinen Hügeln Bachtel, Schnebelhorn und vielen weiteren landschaftlichen wie auch kulturellen Charakteristika.

## Geographie

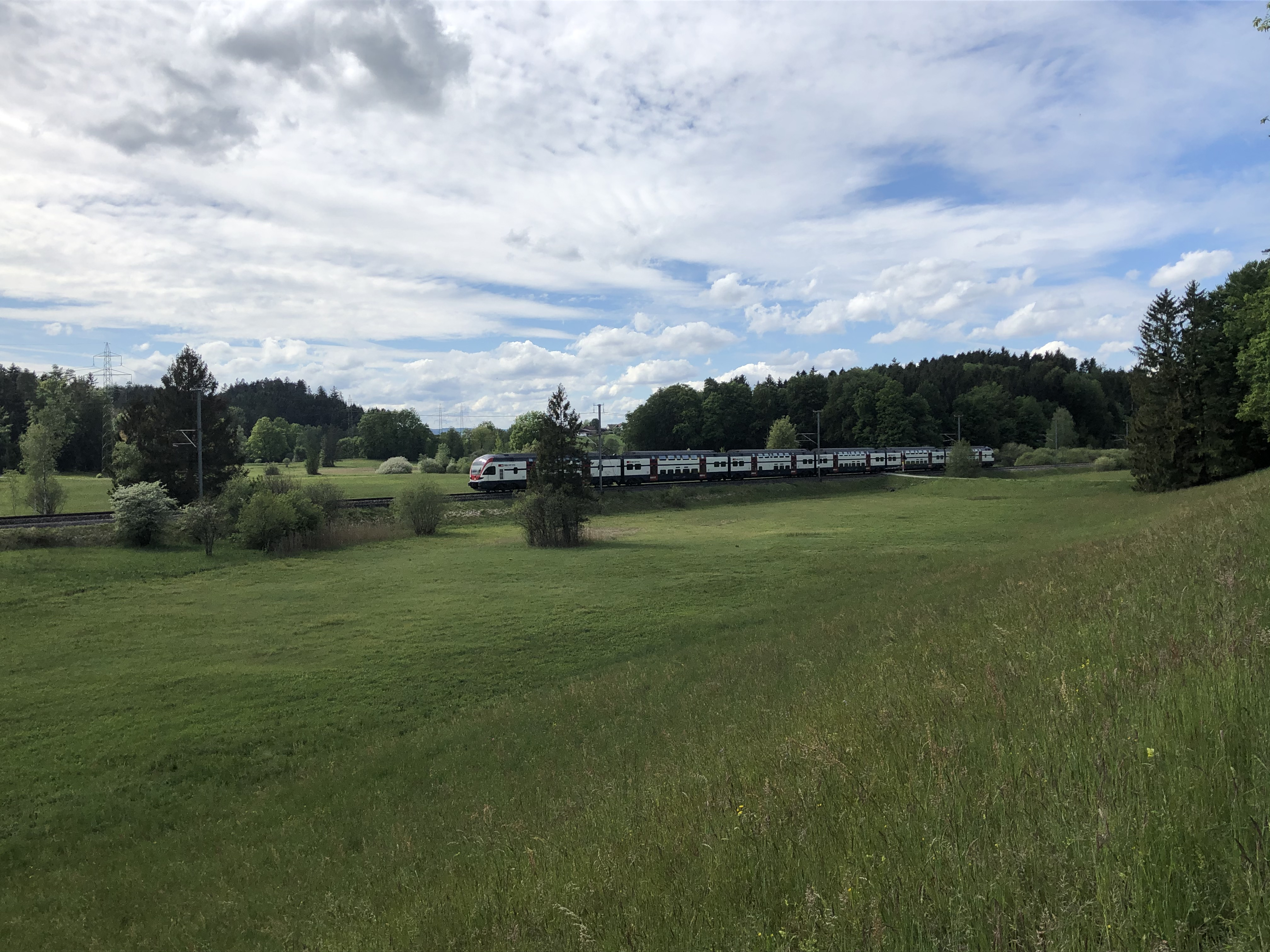
S-Bahn in der Moorlandschaft zwischen Bubikon und Wetzikon

Das Zürcher Oberland umfasst die Zürcher Bezirke Uster, Hinwil, Pfäffikon und das Mittlere Tösstal im Bezirk Winterthur. Rund um Greifen- und Pfäffikersee und auf der Schwelle zwischen dem Jonatal am Rand des St. Galler Seebezirks und dem Glatt- und Kempttal finden sich flache und hügelige Gebiete, oft auch von Moor- und Drumlinlandschaften, die seit 1977 zum Bundesinventar der Landschaften und Naturdenkmäler von nationaler Bedeutung gehören und seit 1998 kantonal-rechtlichen Schutz geniessen. Die Drumlins charakterisieren die Gegend; die Südost-Nordwest-Ausrichtung ihrer Längsachsen gibt die Flussrichtung des Würm-kaltzeitlichen Rhein-Linthgletschers an, der vor 115'000–10'000 Jahren die Gegend prägte. Es ist in der Beurteilung der Wissenschaftler die hervorstechendste Drumlinlandschaft der Schweiz, mit 150 Landschafts-Signaturen in intramoräner, letzteiszeitlich überformter Zungenbeckenlanschaft, vergleichbar mit Vereisungsgebieten in Schottland, Skandinavien und Nordamerika.
Weiter östlich erheben sich dann die Berge des Oberlands mit dem Bachtel (1115 m ü. M.) in der Almenkette (Berge links der Töss, vom Bachtel bis Kyburg) und dem Schnebelhorn (1291 m ü. M.) und Hörnli (1133 m ü. M.) in der östlichen Hörnlikette (Berge rechts der Töss, vom Tweralpspitz bis Eschenberg bei Winterthur) auf der Grenze zum Kanton Thurgau und Kanton St. Gallen, (Dreiländerstein) am Nordabhang des Hörnli. Von diesen Ausflugspunkten – bei Wanderern und Bikern sehr beliebt – bieten sich weite Rundblicke von den Alpen über den Zürichsee und das Zürcher Unterland bis zum Schwarzwald und gegen Bodensee und Säntis. Der geologische Untergrund des Seen- und Moorgebiets wie des Tössberglands ist ein «Kind der Alpen». Bei ihrer Faltung transportierten die Alpenflüsse Sand und Geröll in das Molassebecken am Nordrand, die zu Sandstein und dem Konglomerat Nagelfluh erhärteten. Bei der Verwitterung formte sie sich zu den charakteristischen Felspfeilern und -köpfen, die in den Tobeln und Gipfeln des Zürcher Oberlandes «Gubel» heissen. Wo im Winter Wasserfälle über sie stürzen, formen sie bei Frost fantastische Eis-Szenarien (Wissengubel bei Gibswil-Ried, Fischenthal), Greiselgubel mit Greiselgiessen von höchster Fallhöhe.
Zum Zürcher Oberland zählen die folgenden Gemeinden:
|  | Gemeinde            |  | Bezirk     | Region            | Einwohner (31. Dezember 2023) |
|  | ------------------- |  | ---------- | ----------------- | ----------------------------- |
|  | Bäretswil           |  | Hinwil     | Bachtel           | 5142                          |
|  | Bauma               |  | Pfäffikon  | Tösstal           | 5060                          |
|  | Bubikon             |  | Hinwil     | Lützelsee/Egelsee | 7614                          |
|  | Dübendorf           |  | Uster      | oberes Glattal    | 31506                         |
|  | Dürnten             |  | Hinwil     | Bachtel           | 7877                          |
|  | Egg                 |  | Uster      | Pfannenstiel      | 8816                          |
|  | Fällanden           |  | Uster      | Greifensee        | 9583                          |
|  | Fehraltorf          |  | Pfäffikon  | Kempttal          | 6860                          |
|  | Fischenthal         |  | Hinwil     | Tösstal           | 2625                          |
|  | Gossau              |  | Hinwil     | Greifensee        | 10569                         |
|  | Greifensee          |  | Uster      | Greifensee        | 5394                          |
|  | Grüningen           |  | Hinwil     | Lützelsee/Egelsee | 3843                          |
|  | Hinwil              |  | Hinwil     | Bachtel           | 11832                         |
|  | Hittnau             |  | Pfäffikon  | Pfäffikersee      | 3912                          |
|  | Illnau-Effretikon   |  | Pfäffikon  | Kempttal          | 17679                         |
|  | Lindau              |  | Pfäffikon  | Kempttal          | 5875                          |
|  | Maur                |  | Uster      | Pfannenstiel      | 10919                         |
|  | Mönchaltorf         |  | Uster      | Greifensee        | 4237                          |
|  | Pfäffikon           |  | Pfäffikon  | Pfäffikersee      | 12509                         |
|  | Russikon            |  | Pfäffikon  | Kempttal          | 4567                          |
|  | Rüti                |  | Hinwil     | Bachtel           | 12862                         |
|  | Schlatt             |  | Winterthur | Tösstal           | 774                           |
|  | Schwerzenbach       |  | Uster      | Greifensee        | 5172                          |
|  | Seegräben           |  | Hinwil     | Pfäffikersee      | 1469                          |
|  | Turbenthal          |  | Winterthur | Tösstal           | 5180                          |
|  | Uster               |  | Uster      | Greifensee        | 36352                         |
|  | Volketswil          |  | Uster      | oberes Glattal    | 19723                         |
|  | Wald                |  | Hinwil     | Bachtel           | 10562                         |
|  | Wangen-Brüttisellen |  | Uster      | oberes Glattal    | 8212                          |
|  | Weisslingen         |  | Pfäffikon  | Tösstal           | 3466                          |
|  | Wetzikon            |  | Hinwil     | Pfäffikersee      | 26462                         |
|  | Wila                |  | Pfäffikon  | Tösstal           | 2077                          |
|  | Wildberg            |  | Pfäffikon  | Tösstal           | 1028                          |
|  | Zell                |  | Winterthur | Tösstal           | 6717                          |

Daneben sind auch die folgenden Gemeinden Mitglieder der Organisation Pro Zürcher Berggebiet:
| Gemeinde                  | Bezirk     | Region | Einwohner 1 |
| ------------------------- | ---------- | ------ | ----------- |
| Bichelsee-Balterswil (TG) | Münchwilen |        | 3044        |
| Eschenbach (SG)           | See-Gaster |        | 10169       |
| Fischingen (TG)           | Münchwilen |        | 2977        |

## Sehenswürdigkeiten
An Sehenswürdigkeiten gibt es die Dampfbahn Zürcher Oberland von Bauma nach Hinwil, das Schloss Kyburg, das Ritterhaus Bubikon, das Dinosauriermuseum in Aathal und den Industriepfad von Uster nach Bauma. Dieser zeugt von einer industriellen Entwicklung, die im Verlauf des 19. Jahrhunderts massgeblich durch die Initiative von Adolf Guyer-Zeller (1839–1899) bestimmt wurde. Die Tösstalbahn wurde im Bestreben, das Dorf Bauma zu einem Welthandelszentrum zu machen, gebaut. Noch heute zeugen die Gleise von Hinwil nach Bauma, die im Sommer an Wochenenden noch in Betrieb sind, von dem regen Interesse dieses Mannes, der es nicht unterliess, weitere Projekte wie die Uerikon-Bauma-Bahn und in späteren Jahren (1893) auch ein Grossprojekt wie die Jungfraubahn zu realisieren.
Das Oberland war Anfang des letzten Jahrhunderts das Ausflugsziel der Stadtzürcher, die an schönen Wintertagen scharenweise mit der Uerikon-Bauma-Bahn nach Bäretswil fuhren, um ins Skigebiet von Wappenswil zu gelangen. Die Bedeutung dieses nahen Erholungsgebietes ging infolge der grösseren Mobilität beinahe verloren, hätten sich mit Langlauf und Schneeschuhwandern nicht neue Möglichkeiten aufgetan. Die Höhen des Tössberglands sind bekannt und beliebt als Wander- und Skigebiet in der montanen Region des Kantons Zürich. Ein zu grosses Ausflügleraufkommen machte sie wie eine intensivere, moderne Bewirtschaftung zur gefährdeten Zone: Ihre landschaftlich reizvollen und botanisch reichhaltigen Bergweiden und -wälder fernab grösserer Siedlungen würden zerstört. Ruhe und Abgeschiedenheit sind Qualitäten, die auf Zürcher Gebiet grossflächig nur noch auf der Hörnlikette zwischen dem Quellgebiet der Töss und dem Schauenberg und der Allmenkette zwischen Bachtel und Kyburg zu finden sind. Hier bündeln weder Bergbahnen noch andere touristische Masseneinrichtungen die Ausflüglerströme. Einzige Ausnahme ist auf der St. Galler Seite Atzmännig.
Für den Wintersport bestehen kleinere Skilift- und Loipenanlagen. Etwa die Panoramaloipe Gibswil oder die Bäretswiler Loipe Wappenswil-Bettswil-Rüeggental. Nach wie vor in Betrieb sind die Skilifte Bäretswil, Ghöch, Steg, Fischenthal, Wald-Farner und Goldingen-Atzmännig. Überdies bietet sich die Region dank der S-Bahn Zürich als ruhiger Wohnort für Personen an, die in Zürich arbeiten. Uster ist mit der Bahn keine Viertelstunde von Zürich entfernt. Heute wird das Naherholungsgebiet des Zürcher Oberlandes von Städtern der nahen Agglomerationen wie von Einheimischen gleichermassen geschätzt. Mit der Auszeichnung des dritten Platzes im Ranking des BAK Basel 2014 positioniert sich das Zürcher Oberland unter den Top-Ausflugsdestinationen der Schweiz. Für die Vermarktung der Region ist die Standortförderung Zürioberland zuständig.

## Geschichte

### Zeugen aus Ur- und Frühgeschichte

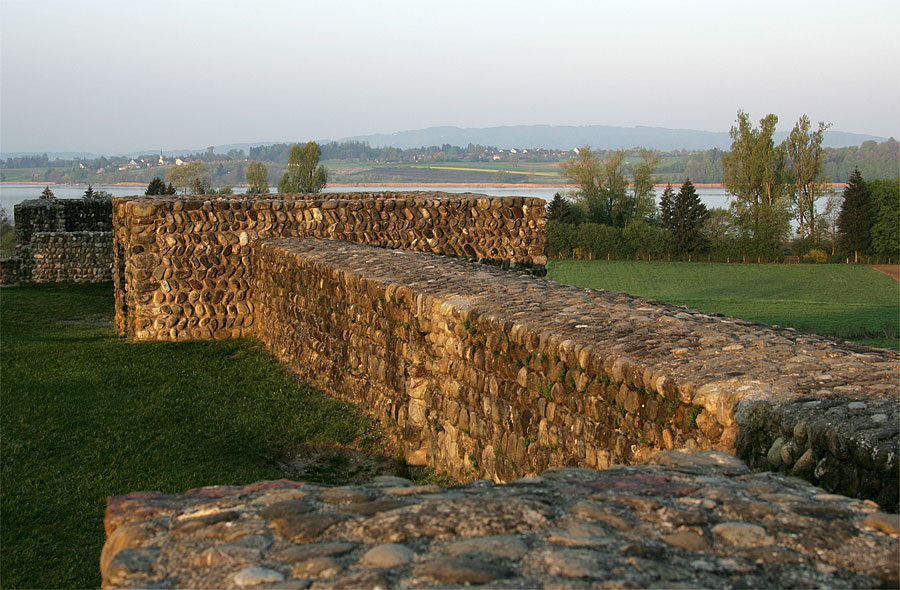
Kastell Irgenhausen

Das Zürcher Oberland weist Spuren einer sehr frühen Besiedelung auf. So finden sich an verschiedenen Stellen Grabhügel aus dem Neolithikum. An den Ufern des Pfäffikersees und des Greifensees wurden Überreste von Pfahlbausiedlungen verschiedenen Alters gefunden. Der von Jakob Messikommer entdeckte Siedlungsplatz Wetzikon-Robenhausen wurde 2011 als Bestandteil der Seeufersiedlungen des Alpenraumes in die Liste des UNESCO-Weltkulturerbes aufgenommen.
Dass das Zürcher Oberland auch zu römischer Zeit besiedelt war, beweist das Kastell Irgenhausen an der römischen Verbindungsachse Kempraten(Centum Prata)-Oberwinterthur (Vitudurum) auf dem Gemeindegebiet von Pfäffikon oder Gutshöfe in Wetzikon. und Seegräben. Ebenso zeugen die Funde von zwei Münz-Horten auf Pulten bei Bäretswil mit Prägungen römischer Kaiser in Kupfer- und Silbermünzen von der Anwesenheit der Römer.

### Mittelalterliche Bauwerke

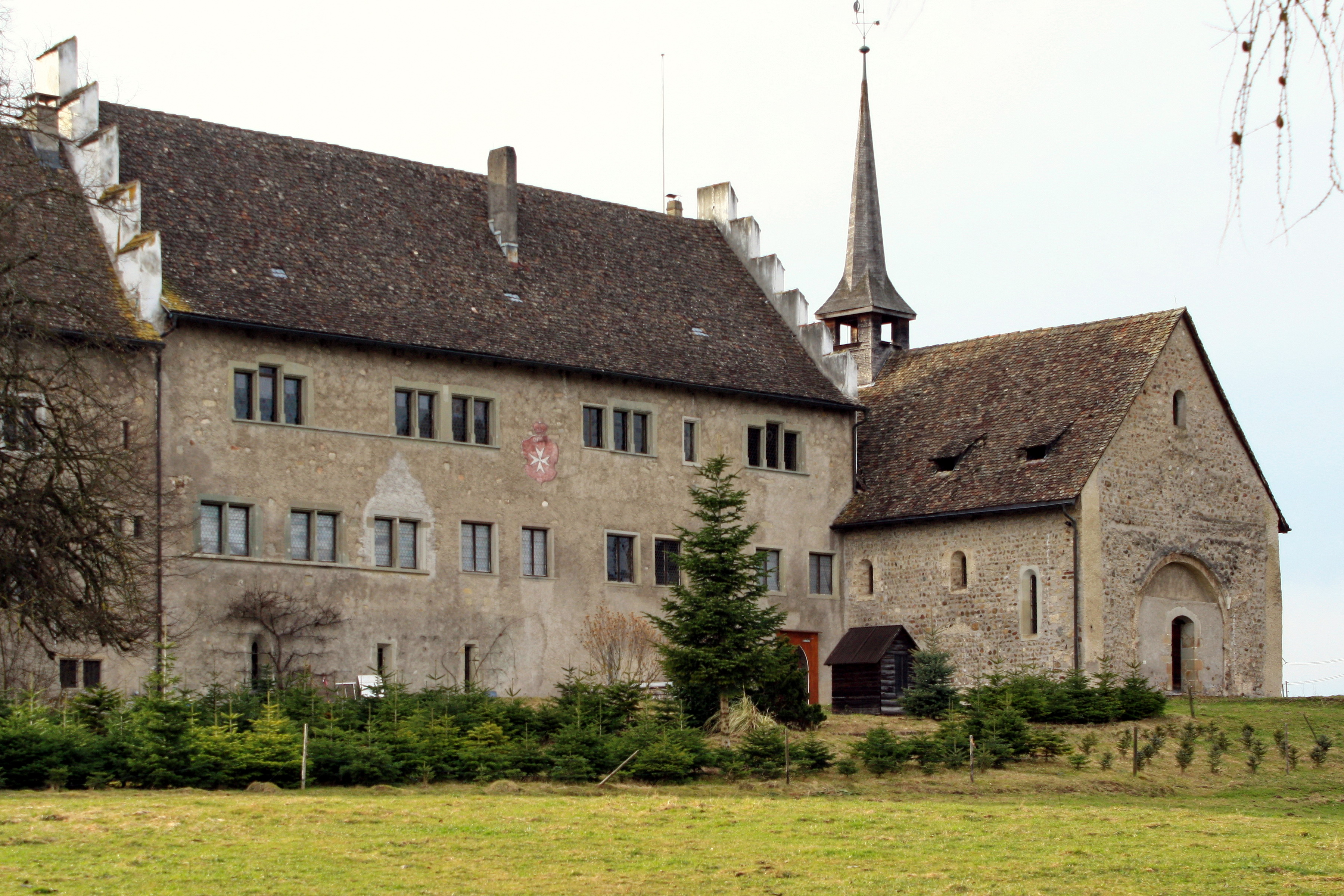
Ritterhaus Bubikon

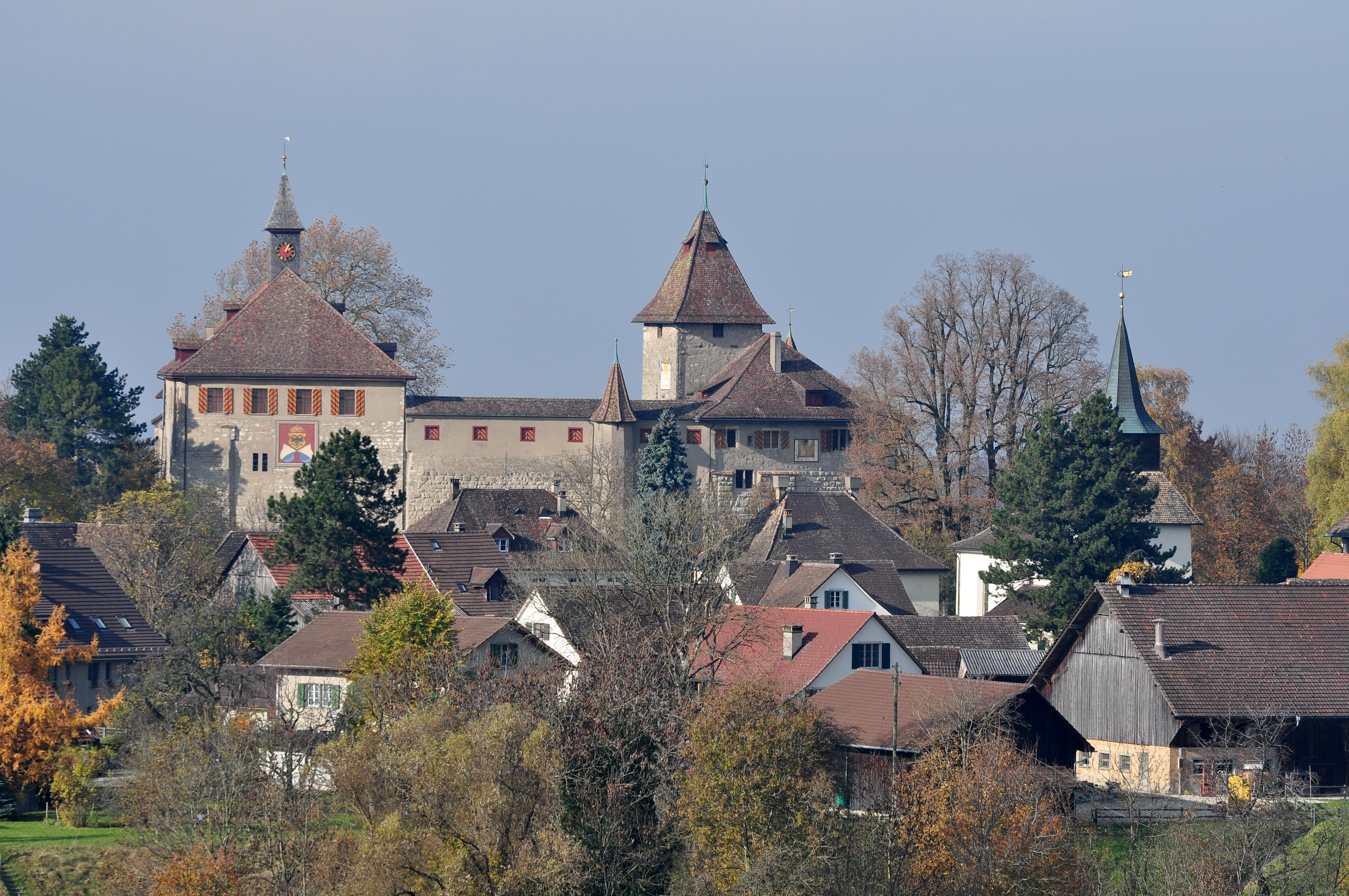
Kyburg

Es gibt im Zürcher Oberland zahlreiche Burgen aus dem Mittelalter, von denen heute nur noch Ruinen bestehen. Es sind dies unter anderen die Ruine Alt-Landenberg in Bauma oder Breitlandenberg in Turbenthal. Bis heute erhalten haben sich zwei imposante Schloss-Bauten: das Schloss Greifensee und das Schloss Kyburg.
Teilweise erhaltene mittelalterliche Kleinstädtchen sind die Siedlungskerne von Grüningen und Greifensee.
Zum vorreformatorischen sakralen Kulturerbe gehören in der Region gut ein Dutzend Kirchen, so zum Beispiel die Kirche Dürnten mit einer geschnitzten Holzdecke oder die Lazariterkirche Gfenn bei Dübendorf. Besonders zu erwähnen gilt es das Ritterhaus Bubikon, eine gut erhaltene ehemalige Kommende des Johanniterordens in der Gemeinde Bubikon und der Jakobsweg von Konstanz nach Einsiedeln, der durch das Zürcher Oberland führt.

### Baukunst des Barock und Klassizismus

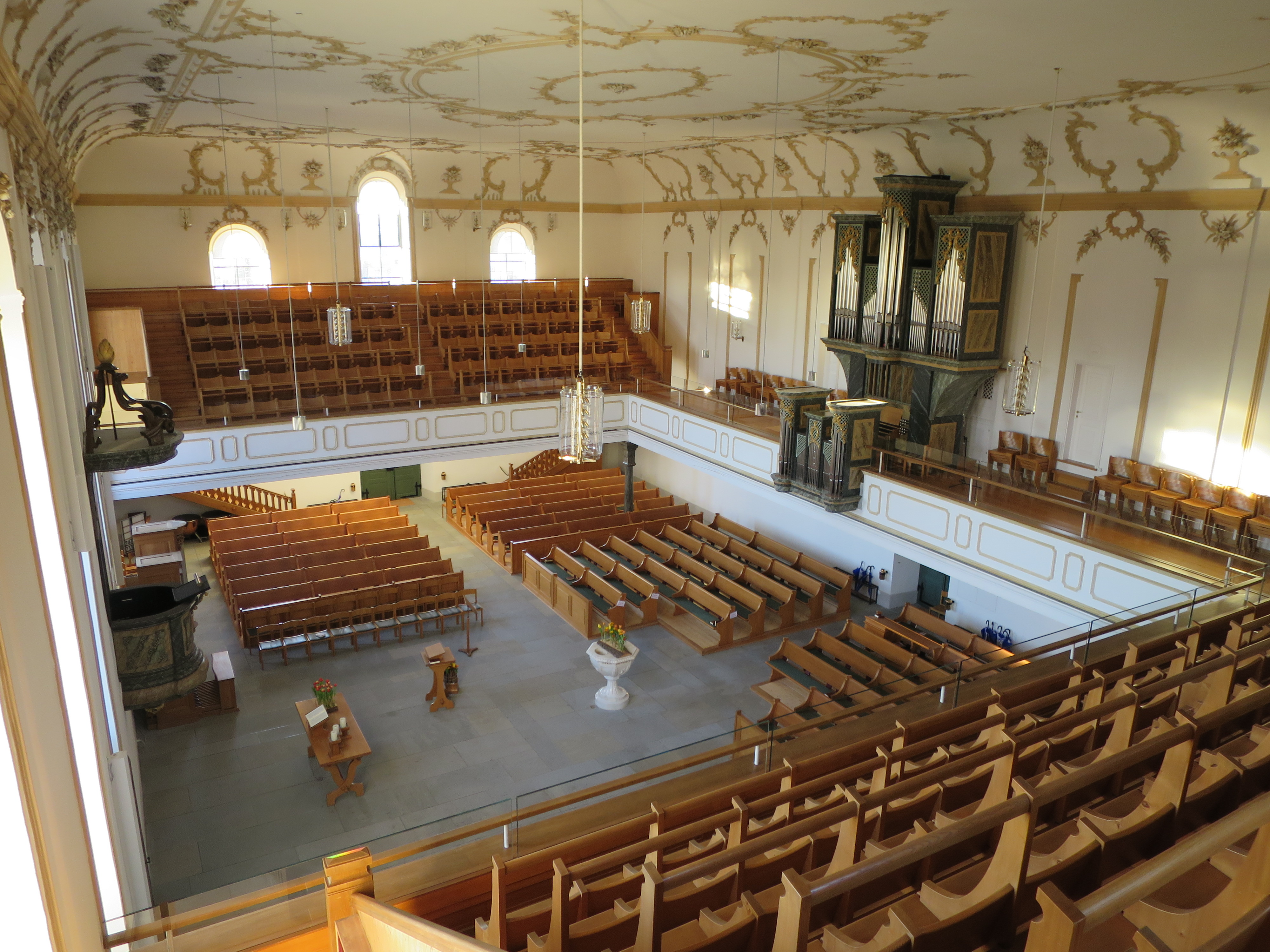
Innenraum der Spätrokoko-Querkirche von Franz Schmid in Hinwil, erbaut 1786

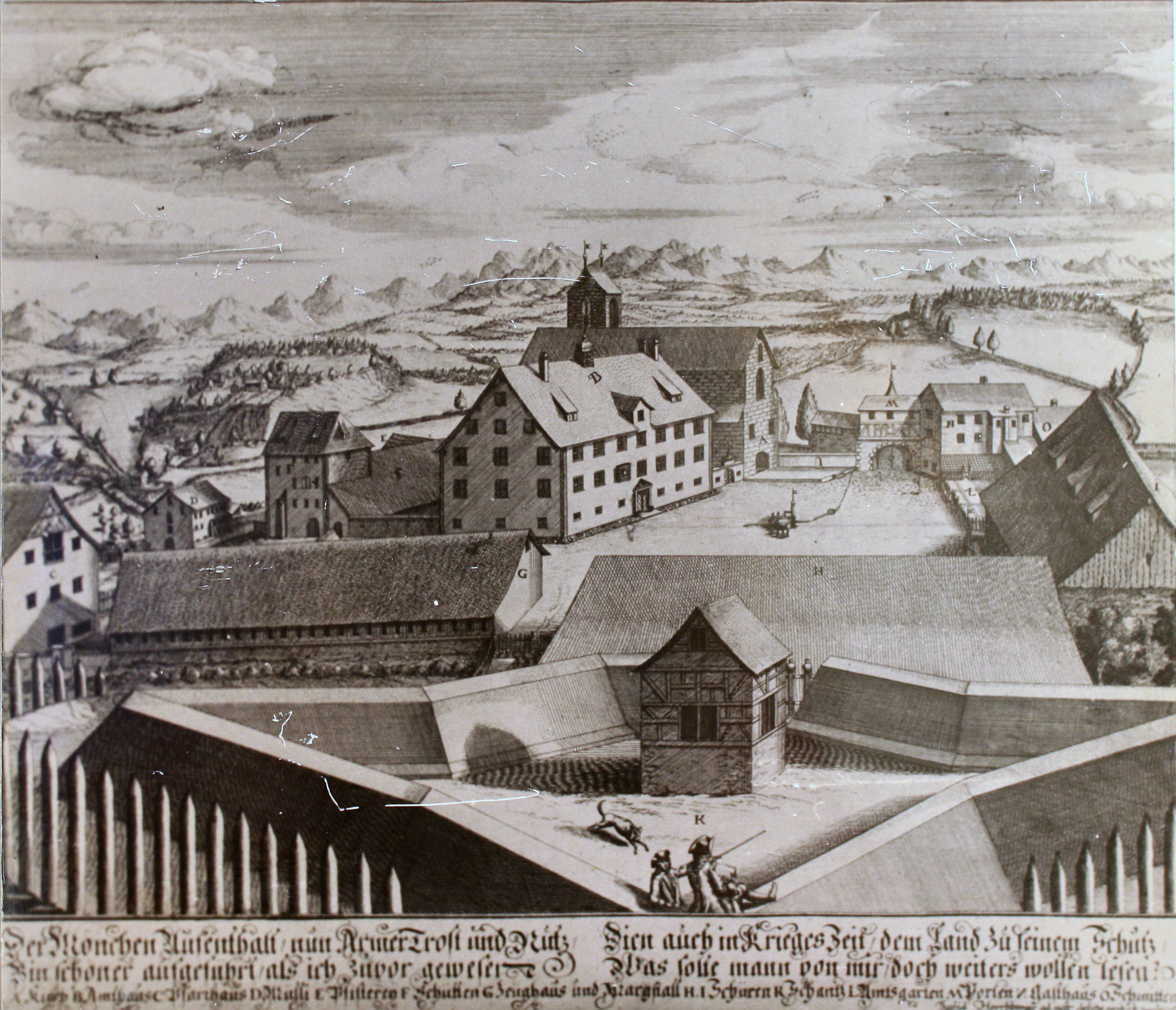
Das Kloster Rüti, 1741: Im Vordergrund die Schanze, im Mittelgrund das Amtshaus, im Hintergrund die mittelalterliche Kirche

In der Frühen Neuzeit war das Gebiet grösstenteils ländlich geprägt und unter Zürcher Herrschaft. Daher finden sich relativ wenige repräsentative Kunstdenkmäler aus dieser Zeit. Eine Ausnahme bildet der Ausbau des ehemaligen Klosters Rüti zum stattlichen Amtssitz 1707–1710 durch Baumeister Matthias Vogel. Doch erst mit der Blüte der Heimindustrie ab Ende 18. Jahrhundert und der Textilfabriken ab dem frühen 19. Jahrhundert entstanden repräsentative Bauten in grösserem Umfang. So sind beispielsweise die Ortskerne von Uster und Wald stark von dieser Zeit des Aufschwungs geprägt.
Diese Zeit, die so genannte Sattelzeit, brachte auch die Hochblüte der Sakralarchitektur. Beginnend mit der Spätrokoko-Kirche Hinwil von 1786 und gipfelnd 1824 in der klassizistischen Kirche Uster, entwickelte sich das Zürcher Oberland zu einem Schwerpunktgebiet des Querkirchenbaus. Dieser typisch protestantische Kirchentypus ist in sechs Gemeinden vertreten.

### Volkskunde und Brauchtum
Die Inschriften an den Vordachpfetten der Häuser der bäuerlichen Oberschicht zeigen die Emanzipation dieser Kreise von der Vorherrschaft der Stadt Zürich im Ancien Régime. Die ersten Inschriften erscheinen Mitte des 17. Jahrhunderts mit dem Aufkommen der Aufklärung. Bezeichnenderweise bricht diese Tradition mit dem Ustertag 1830 (Gleichberechtigung von Stadt und Landschaft) schlagartig ab.
Die Inschriften sind alle gleich aufgebaut: Sie beginnen meist mit einem Segensspruch, woraus man fälschlicherweise auf eine besondere Frömmigkeit der Oberländer geschlossen hat. Bei der Inschrift gibt sich der Bauherr selbstbewusst, indem er seinen Vornamen, Namen und sein politisches Amt (z. B. Amtsrichter, Kirchenpfleger, Leutnant) aufführt. Seltener wird noch seine Frau genannt. Darauf folgen der Zimmerermeister und das genaue Aufrichtedatum des Hauses mit Tag, Monat und Jahr. Den Schluss bildet die Angabe der Teuerung (Preis des Getreides und des Weins als wichtigste Produkte der damaligen Landwirtschaft). Dazu kommen oft noch meteorologische Angaben oder Berichte über besondere Katastrophen wie Dorfbrände oder Unwetter. Diese Inschriften kommen nur im Zürcher Oberland vor; im übrigen Kanton Zürich oder in der Schweiz fehlen sie. Sie bilden eine wichtige Grundlage für Volkskunde, Lokalgeschichte, Familienforschung, Sprachgeschichte, Religion und wirtschaftliche Entwicklung des Zürcher Oberlandes. Gegenwärtig sind es noch 437 Inschriften.
Seit dem Jahr 1099 gibt es in Uster einen Vieh- und Warenmarkt. Der Uster Märt ist der älteste Markt im Kanton Zürich. Jeweils am letzten Novemberdonnerstag und dem darauffolgenden Freitag locken rund 500 Marktstände, ein Landmaschinenmarkt mit rund 100 Ausstellenden sowie viele Marktbeizen und Schaustellerattraktionen Leute aus dem ganzen Kanton an. In der Gemeinde Wald geht seit rund hundert Jahren immer am letzten Tag des Jahres der Silvesterklaus mit seinem Schnappesel um. Sie vertreiben das Böse und wünschen Glück fürs neue Jahr. So auch in Gossau ZH, wo seit 1968 zum Jahresende die Lichtchläuse mit selbstgefertigten Lichthauben (Yffeln (Iffeln) und Trycheln (Treicheln), gehämmerte Blechglocken) durch die Gemeinde ziehen und zuvor den Einzug des Samichlaus begleiten.
Jeweils am Dienstag vor dem Aschermittwoch wird im Zürcher Oberland der Brauch des Schübligziischtig gefeiert, der auf einen Fastenbruch in der Druckerei Froschauer zur Zeit von Zwinglis Reformation in Zürich zurückgeht.
Knaben-Umezüge waren in verschiedenen Zürcher Oberländer Gemeinden im Brauchtum verankert. In historische Uniformen gekleidete Knaben, Trommler, Pfeifer, und Fahnenträger, Säckelmeister und Schützen formten militärische Gruppen, angeführt durch Knaben in Offiziersmontur, die in neuerer Zeit auch von Mädchen gestellt werden. Sie inszenieren Aufmärsche zu historischen Schiessinspektionen oder militärischen Musterungen. Spenden von Einwohnern besuchter Quartiere verdanken sie mit Schüssen aus historischen Vorderlader-Waffen. Der Brauch des Umezugs ist noch in den Gemeinden Wald ZH und Fischenthal lebendig.

### Wirtschaftsgeschichte

#### Handwerk und Gewerbe, beginnende Industrialisierung
Handwerk und Gewerbe hatten im Zürcher Oberland stets eine grosse Bedeutung. Das Heimatwerk Züri Oberland in Bauma, die Windenmacherei Brüngger in Wila, die Sagi Stockrüti in Bäretswil und die Drechslerei Kleinthal in Fischenthal sind ebenso Ausdruck davon wie die vielen Mühlen (in Russikon und Pfäffikon), Färbereien (in Wetzikon, Bauma und Greifensee), die Firma Kuhn Rikon, bekannt für ihre Schnellkochtöpfe, oder die Maggi-Werke in Kemptthal. Die Massenproduktion von Holzkellen trug dem Tösstal den Namen Chelleland ein. Die handgeschnitzten Kellen brachten den armen Zürcher Oberländer Heimarbeitern während der Zeit der Protoindustrialisierung ein bescheidenes Zusatzeinkommen. Per Hausierer wurden sie aus der Region gebracht und verkauft, wie Drechslerei-Waren: Hahnen und Zapfen, sowie Korbwaren. Auch die Köhlerei, das Brennen von Holzkohle, war im waldreichen Gebiet verbreitet, woran zahlreiche Flurnamen erinnern wie Choltobel, Cholwald, Im Choller. Die weit verbreitete Heimarbeit der Korbflechterei war auch Grundlage einer kurzen Zeit der industriellen Korbfabrikation. Die industriell betriebene Streichholzfabrikation vergab eine Zeit lang Aufträge an Heimarbeiter zur Herstellung von Schwefelhölzern. So die Chemische Zünd- und Fettwarenfabrik G.H. Fischer in Fehraltorf. Gesundheitliche Gefahren im Umgang mit Phosphor und Schwefel setzten aber neue gesetzliche Grenzen und der Heimarbeit mit Streichhölzern ein Ende.

#### Textilindustrie

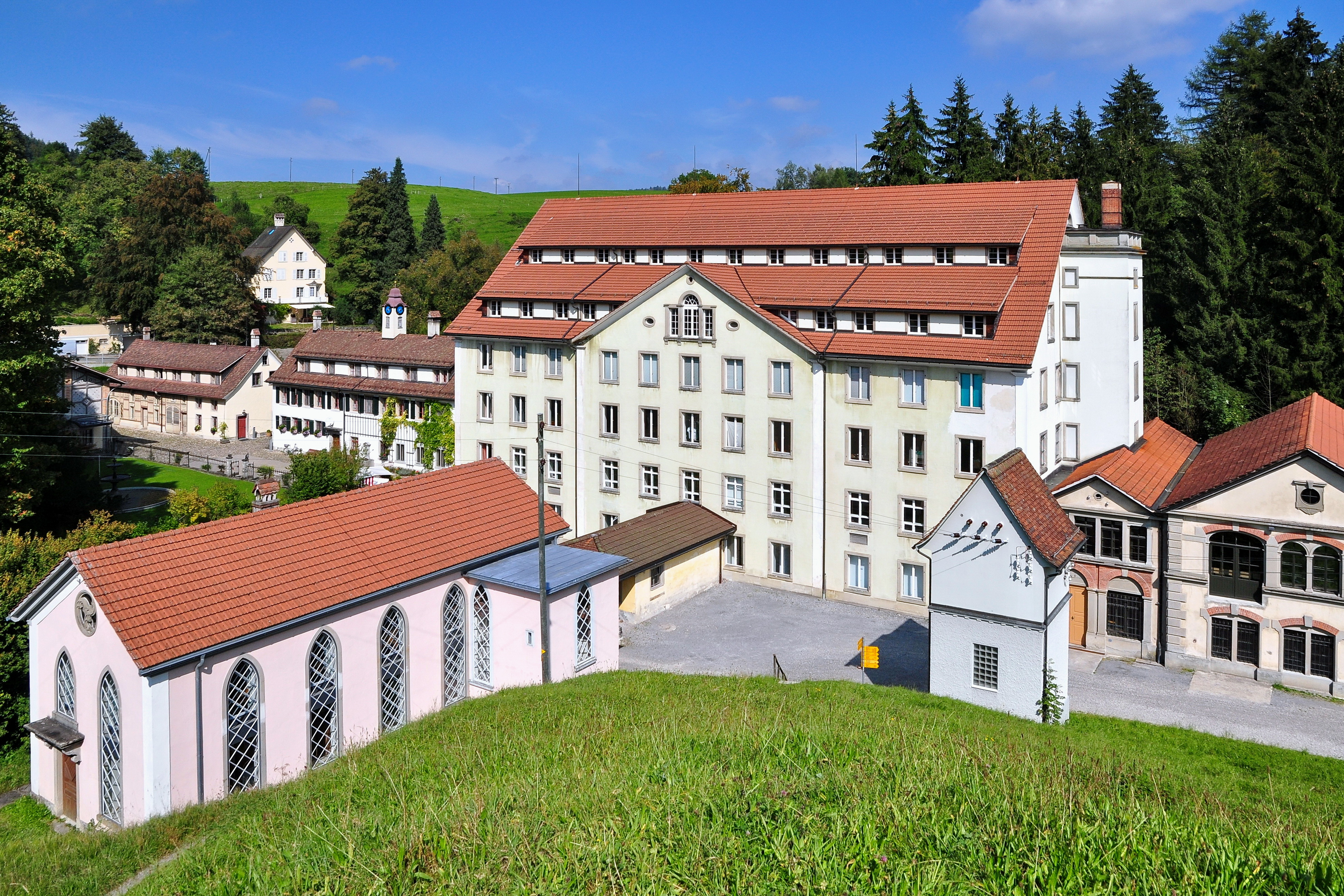
Industriekultur Neuthal, Bäretswil

Die Textilindustrie hat das Zürcher Oberland stark geprägt. Entlang des Aabaches (im Volksmund «Millionenbach» genannt), zwischen dem Pfäffikersee und dem Greifensee, der Töss und der Jona, entstanden zahlreiche Spinnereien und Webereien. Schon am Ende des 18. Jahrhunderts war diese Gegend besonders dicht besiedelt. Im 19. Jahrhundert entwickelte sich ein starker Industriezweig, der Textilmaschinen und Zubehör herstellte. So lieferten die Maschinenfabrik Sulzer Rüti Webstühle und die Zellweger aus Uster Baumwollmessgeräte in die ganze Welt.
Die technischen Neuerungen hatten auch grossen Einfluss auf die Sozialgeschichte. Die Lebensverhältnisse der Fabrikherren wie Caspar Honegger, Adolf Guyer-Zeller, Heinrich Kunz, Jakob und Berta Heusser-Staub oder Johann Jakob Trümpler unterschieden sich grundlegend von jenen der Arbeiter. Der Übergang von der Heim- zur Fabrikarbeit verursachte grosse soziale Spannungen, die sich 1832 im Usterbrand entluden.
Der Industrielehrpfad Zürcher Oberland führt durch verschiedene Abschnitte der Textilindustrie des Zürcher Oberlandes. Im Fabrikareal Neuthal ist das Museum Neuthal Textil- und Industriekultur untergebracht. 2017 wird das Industrieensemble Neuthal Bäretswil zum Zentrum einer szenografischen Reise: «Spinnen im Neuthal».

#### Autoindustrie
Der Uhrmacher Martin Fischer und der Buchbinder Paul Vorbrodt gründeten 1904 die Automobilfabrik Turicum AG. Ab 1907 produzierten sie ihre Autos in Uster, von wo aus sie diese in die ganze Welt exportierten. Wenige Exemplare sind noch erhalten, etwa im Verkehrshaus in Luzern oder im Fahrzeugmuseum Junod in Bäretswil. 1918 begann Franz Brozincevic in Wetzikon unter dem Markennamen FBW Lastwagen und Autobusse herzustellen. Er gehörte zu den bedeutendsten LKW-, Autobus- und Trolleybus-Herstellern der Schweiz. Der Automechaniker Fritz Bührer baute 1930–1940 in Bäretswil und anschliessend in Hinwil eigene Traktoren, liess sie patentieren und wurde zum grössten Traktorenhersteller der Schweiz. Seit 1982 hat der Schweizer Motorsport-Rennstall Sauber Motorsport seinen Sitz in Hinwil. Das Sauber F1 Team ist an der Formel-1-Weltmeisterschaft engagiert.

#### Hightech, aktuelle Entwicklung
Während sich die Region früher mit Webereien und Spinnereien einen Namen machte, so exportieren Oberländer Firmen heute einen besonders hohen Anteil an Medium- und Hightech-Produkten in die ganze Welt. Mettler Toledo aus Greifensee produziert Präzisionswaagen, Reichle & De-Massari aus Wetzikon ist auf Informations- und Kommunikationstechnologie spezialisiert, Belimo stellt intelligente Antriebslösungen für Heizungs- und Klimaanlagen her. Die Ferag mit Hauptsitz in Hinwil ist spezialisiert auf die Entwicklung und Herstellung von Förder- und Verarbeitungssystemen sowie Gesamtlösungen und Software für die Steuerung und Visualisierung von Prozessen aller Arten. KABA in Wetzikon erstellt Schließsysteme und Dienstleistungen zum Schutz von Personen und Eigentum. Mit der Textilindustrie eng verwoben sind Uster Technologies. Aus den Maggi-Werken in Kemptthal (1872–2002), ab 1947 fusioniert mit Nestlé, ab 2002 Eigentum der Givaudan SA, dem weltweit grössten Hersteller von Aromastoffen für die Nahrungsmittel- und Kosmetikindustrie, ist 2019 mit The Valley zusätzlich ein vielfältiger Innovationsstandort entstanden.

### Verkehrsgeschichte

#### Schienenverkehr
Das Zürcher Oberland wurde schon früh mit der Eisenbahn erschlossen. Als erste und wichtigste Linie nahm die Glatthalbahn 1856 ihren Betrieb auf. Aus dieser Zeit stammt auch die Lokremise in Uster, die älteste Ringsegmentremise mit Werkstattgebäude der Schweiz. Von 1884 bis 1902 verkehrte auch der Arlberg-Express von Zürich nach Wien über diese Linie. Wetzikon wurde 1876 mit der Eröffnung der Kempttalbahn zum Eisenbahnknotenpunkt.
Seit 1903 frequentierte als dritte Linie die Wetzikon-Meilen-Bahn den Bahnhof Wetzikon – als Reaktion auf die 1901 von Eisenbahnkönig Adolf Guyer-Zeller erstellte Uerikon-Bauma-Bahn, deren Strecke nicht über den Bahnhofknoten Unterwetzikon, sondern über Emmetschloo oberhalb des Dorfes führte.
Ins gleiche Jahr fällt auch die Einweihung des Wetziker Trams, der Bünzli-Trucke, die als Fortsetzung der Wetzikon-Meilen-Bahn zwischen dem Bahnhof Unterwetzikon und Kempten pendelte. Auch Uster wollte eine Querverbindung an den Zürichsee und den Anschluss an die UeBB, doch die 1909 eröffnete Bahn führte nur von Uster über Mönchaltorf nach Oetwil.
Schon früh suchte die Schweizerische Nationalbahn eine Bahnverbindung von Winterthur durchs Tösstal nach Uznach. Die Tösstalbahn führt seit 1876 vom Bahnhof Winterthur Grüze über Turbenthal, Bauma und Wald nach Rüti und gewährte dadurch den Anschluss an die Glatthalbahn. Auf der ehemaligen UeBB-Strecke zwischen Bauma und Hinwil führt der Dampfbahn-Verein Zürcher Oberland seit seiner Gründung 1978 regelmässig Dampfbahnfahrten mit historischen Wagen und Lokomotiven durch.
1990 nahm die S-Bahn ihren Betrieb auf. Die Schnellverbindung S5 löste im Zürcher Oberland einen Verstädterungsschub aus. Ein Forschungsprojekt sprach von der S5-Stadt.

#### Luftfahrt
Dübendorf gilt als Wiege der Schweizer Luftfahrt. Dort wirkten die Flugfahrtpioniere Walter Mittelholzer und Oskar Bider. Während Teile der Schweizer Luftwaffe seit 1914 bis heute auf dem Militärflugplatz Dübendorf aktiv sind, war die Swissair von 1932 bis 1948 und ihre Vorgängerin Ad Astra Aero ab 1919 in Dübendorf beheimatet. Auf dem Gelände befindet sich seit 1972 das Flieger-Flab-Museum, das sich der Geschichte der Schweizer Militärfliegerei und der Fliegerabwehr widmet.
Am Südhang des Bachtels wurde eine Weile lang das Flugfeld Hasenstrick betrieben. In Fehraltorf befindet sich der Flugplatz Speck, wo die Flugsportgruppe Zürcher Oberland trainiert.

#### Schifffahrt
Auf dem Pfäffikersee und Greifensee dürfen nur Schiffe mit Länge bis zu 7,5 Meter Länge oder bis 2,5 Meter Breite fahren. Ruderboote sind erlaubt, jedoch keine Pedalos oder bewegliche Flosse. Auf dem Greifensee verkehren Schiffe der Schiffahrtsgenossenchaft Greifensee. Beim 1895 gebauten und zwischen 1986 und 1988 nach den Originalplänen renovierten Dampfschiff Greif handelt es sich um das älteste und einzige noch mit Kohle befeuerte Dampfschiff in der öffentlichen Personenschifffahrt der Schweiz.

#### Strassen und Wege
Das Strassen-, Wander- und Bikeroutennetz im Zürcher Oberland ist gut ausgebaut. Einzig die Oberlandautobahn Verzweigung Brüttisellen ZH-Reichenburg SZ ist zwischen Uster Ost und Kreisel Betzholz Hinwil nicht durchgängig. Vom Kreisel Betzholz zweigt die Forchautobahn (A52) über den Pfannenstiel, Forch nach Zürich von der Oberlandautobahn ab.
Durch das Zürcher Oberland führen auch zahlreiche thematische und kulturhistorisch interessante Wege wie der nationale Jakobsweg, die Guyer-Zeller-Wanderwege oder der Industriepfad. Hinzu kommen Ortsrundgänge und regionale Kulturwege.

## Dialekt
Im Zürcher Oberland wird Zürichdeutsch mit Zürcher Oberländer Ausprägung gesprochen. Der Dialekt weist einige Abweichungen von jenen auf, die am Zürichsee und um Winterthur gesprochen werden. Am auffälligsten sind das lange geschlossene oo anstelle des aa: Strooss (sonst Straass) und die Kürzung des Vokals vor t und z: Zit, Chrüz (sonst Ziit, Chrüüz). Infolge der Mobilität und der Bevölkerungsdurchmischung verwischen sich diese Unterschiede zunehmend. Die ursprüngliche Mundart wurde von Albert Weber in Band XV der Beiträge zur Schweizerdeutschen Grammatik dokumentiert und lebt in den Werken von Schriftstellern wie Jakob Stutz (1801–1877) aus Isikon, Jakob Senn (1824–1879), aus Fischenthal, Rudolf Kägi (1882–1959) aus Dürnten, Otto Schaufelberger (1901–1987), Barbara Egli (1918–2005) aus Wila, Peter Wettstein (* 1939) aus Pfäffikon ZH und Richard Ehrensperger (1940–2022) aus Bäretswil weiter.

## Kunst und Architektur
Eine ganze Reihe von namhaften Künstlern haben das Zürcher Oberland und seine Eigenheiten bekannt gemacht. Zu den Schriftstellern zählt Albin Zollinger (1895–1941) aus Rüti ZH. Seine Texte sind durchdrungen und beseelt vom Landschaft, Erdgeschichte und historischen Ereignissen des Zürcher Oberlands, namentlich in seinem Roman «Pfannenstiel», der Erzählung «Russenpferde», der Novelle «Das Gewitter» und in seiner Lyrik. Auch aus Jakob Senns (1824–1879) Roman «Hans Grüninger» spricht Zürcher Oberländer Natur und Geschichte, während Emil Zopfi (* 1943) in seinem Roman «Mondmilchsteine» magische Hintergründe wählt und sagenumwobenen Venedigern auf der Suche nach Gold und seltenen Erden nachgeht. Aus der gemüthaften Seite der Zürcher Oberländer Literatur sticht die Lyrik von Barbara Egli (1918–2005) hervor, die auch in Zürcher Oberländer Mundart schrieb.
Als Volksdichter sind zu nennen Jakob Stutz (1801–1877) aus Hittnau, J. C. Heer (1859–1925) aus Töss, Heinrich Leuthold (1827–1879) aus Wetzikon und Otto Schaufelberger (1901–1987) aus Rüti, dazu Olga Meyer (1889–1972), deren Kinderbuchklassiker «Anneli» das harte Leben eines Arbeiterkinds in Turbenthal beschreibt.
Zu den über das Zürcher Oberland hinaus bekannten Komponisten gehört Hans Georg Nägeli (1773–1836) aus Wetzikon, der auch als Musikpädagoge und Verleger tätig war. Und Paul Burkhards (1911–1977) Wohnort Zell ist dank seiner Zäller Wiehnacht in der Schweiz ein Begriff.
Der Fotograf Jakob Tuggener (1904–1988) setzte mit seinem Bildband Zürcher Oberland der hiesigen Landschaft ein künstlerisches Denkmal.
Zu den bedeutenden Bühnenkünstlern aus der Region zählt der bis zu seinem Tod 2015 in Wetzikon lebende Schauspieler Jörg Schneider (1935–2015). Dank seinen zwischen 1967 und 1976 entstandenen Hörspielfassungen von Kasperlis Abenteuern ist er bis heute in den Kinderstuben der Deutschschweiz präsent.

### Baukultur

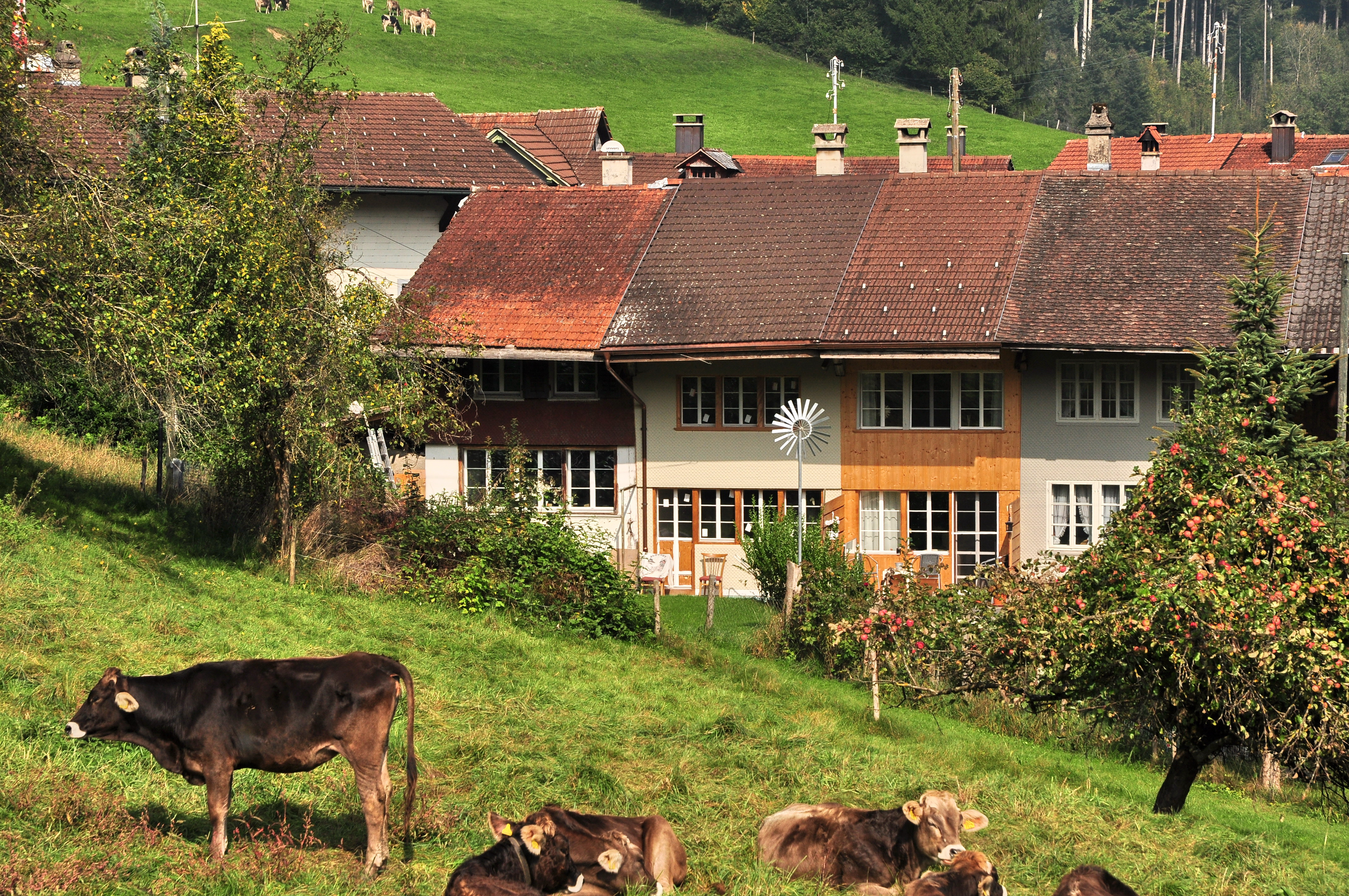
Flarz mit Haus Freddi, Undalen bei Bauma

Das Zürcher Oberland ist reich an unterschiedlichen Baugattungen aus verschiedenen Zeiten. Bauernhaus-Typen sind umfassend erforscht und vielfältig dokumentiert. Sie sind von der Seen- und Drumlinlandschaft im Glatt- und Kempttal bis ins Tössbergland und Jonatal zum Teil auch im Innern zu besichtigen.
Ein ganz typischer Bau ist der flachgieblige Flarz. Flarz ist ursprünglich ein abwertendes Wort wie «Fläder», für einen Kot- oder Schmutzfleck, einen Klumpen; verbal gebraucht als flaarze, aneflaarze, für «faul herumliegen». Der Flaz ist das Wohnhaus für Kleinbauern und Heimarbeiter. Es handelt sich dabei um ein aus mehreren aneinandergebauten Wohneinheiten bestehendes Gebäude ähnlich dem modernen Reihenhaus, aber mit durchgehenden Fensterzeilen im Erdgeschoss der Sonnseite, wo die Spinn- und Webstuben waren. Darunter sind oft noch Fenster ins Untergeschoss in die Webkeller eingelassen. An die Rückseite der Flärze fügten sich Anbauten für Kleinvieh und Aborthäuschen. In Verlängerung der Firste wurden Flärze oft mehrfach durch angebaute Teile zu Längsflärzen vervielfacht (bis zu acht Wohneinheiten) und so für mehrere Familien erweitert. Querflärze entstanden, indem man an Traufseiten anbaute und der Giebel immer breiter wurde. Allerdings musste die «Gerechtigkeit», der Anteil pro First an der Allmendnutzung, auch neu verteil werden und verminderte sich bei zunehmenden Hausteilen pro Familie. Diese Verarmung musste mit Selbstversorgung, Mehrproduktion in der Heimarbeit und weiteren Nebenverdiensten in der Kellenschnitzerei, mit Korbflechten, Kohle brennen oder mit Söldnerdiensten ausgeglichen werden. Der Flarzteil «Haus Freddi» in Undalen bei Bauma (Bild) kann besichtigt werden. Nach dem Tod ihrer langjährigen Besitzerin, Frau Freddi, die den Flarz bis 1978 in fast ursprünglichem Zustand ohne Wasseranschluss und elektrischen Strom bewohnt hatte, ging er in den Besitz der kantonalen Denkmalpflege über. Bis 1891 hatte er keinen Kamin, der Rauch zog frei durchs Schindeldach ab. Noch heute steht der einzige, letzt erhaltene Lehmofen des Kantons Zürich ohne jede Kachel im Freddihaus, mit eingelassenen Stufen als Aufstieg in die Schlafkammer im ersten Stock.
Flärze sind auch in angrenzenden Gebieten der Pfannenstiel-, Hirzel- und Zürichseegegnd und ennet der Hörnlikette im thurgauischen Tannenzapfenland anzutreffen.
Dem Flarz nicht unähnliche, aber in der Regel für einen Haushalt bestimmte bäuerliche Bauten sind die voralpin geprägten Holzhäuser mit Tätschdächern im Pirg («Gebirge») des Oberlands, dem Tössbergland. Im urtümlichsten, oft noch geschindelten Erscheinungsbild, sind sie auf der Hörnli- und Allmenette, in ihren Tobeln, auf Eggen und Terrassen anzutreffen.
Seiner Nähe zu den Passverbindungen ins Toggenburg mit Ricken und Hulftegg verdankt das Zürcher Oberland in den Tössbergen einen Haustyp aus dem Appenzellerland. Er vereint wie das Dreisässenhaus des Ackerbauern Wohnteil, Tenne und Stall, wobei aber das Wohnhaus mit einem Querfirst rechtwinklig zu den Ökonomieteilen gebaut ist. Ein solches Appenzellerhaus stand einst als Muster eines Ostschweizer Bauernhauses an einer Weltausstellung: das Haus Rooswisli an der Hulfteggstrasse bei Steg im Tösstal.
Wo neben Futterbau und Heimweiden Ackerbau möglich und einträglich ist, bewiesen betuchtere Bauern ihren Wohlstand mit dem Bau von steilgiebligen Dreisässenhäusern, oft auch in Fachwerk-Bauweise als stattliche Riegelhäuser.
Ein in der Zürichsee-Gegend verbreiteter Haustyp, das Zürichsee-Weinbauernhaus mit Querfirst und stattlicher, doppelseitiger Freitreppe zum Haupteingang, hat sich im Zürcher Oberland vor allem mit präsentablen Gaststätten angesiedelt.
Die Industrialisierung veränderte Mitte des 19. Jahrhunderts die Orts- und Dorfbilder, die früher vor allem von Bauernhäusern geprägt gewesen waren, stark. Neben grossen Industriebauten entstanden städtisch anmutende Fabrikantenvillen mit grossen Pärken, die oft eng mit den für die Energiegewinnung wichtigen Wasserbauten, den Weihern und Kanalanlagen zusammenhängen wie im Trümpler-Areal in Oberuster oder bei der Idewe in Wetzikon. Für die Arbeiter entstanden die ersten Mehrfamilienhäuser, die sogenannten Kost- oder Arbeiterwohnhäuser. Seit dem Niedergang der Textilindustrie im letzten Drittel des 20. Jahrhunderts ist die Umnutzung dieser Industrie-Areale ein zentrales Thema geworden.

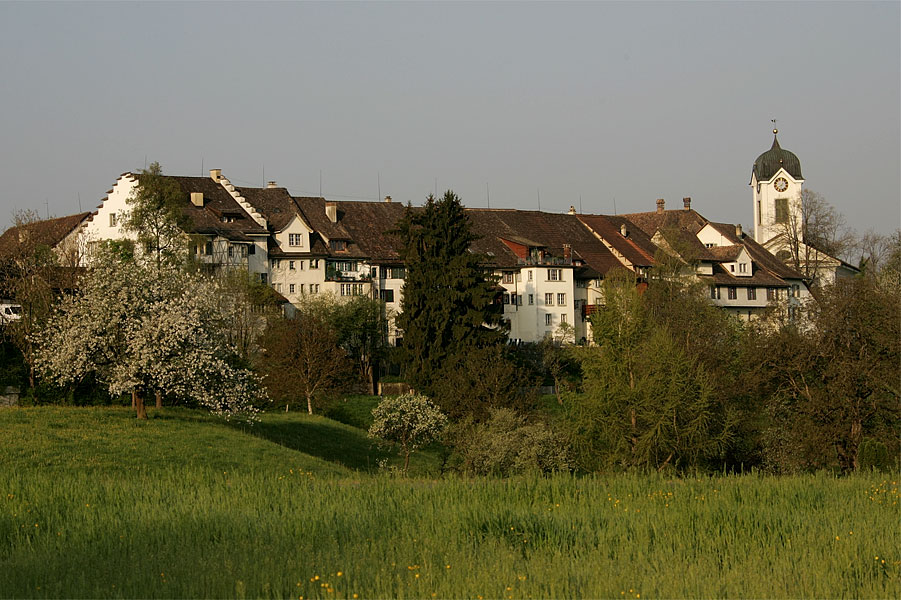
Stedtli Grüningen

Im Zürcher Oberland gibt es auch moderne Architektur wie den Pavillon des Architekten Roland Rohn im Zellweger-Areal in Uster. Auch die Kantonsschule Zürcher Oberland (KZO) in Wetzikon ist weit über die Region hinaus bekannt und lockt, wie der Rohn-Pavillon, Architekturtouristen ins Zürcher Oberland. Das Architekturforum Zürcher Oberland vergibt seit 2001 jedes Jahr den Baupreis Zürcher Oberland. Grüningen (1976) und Uster (2001) erhielten den Wakkerpreis des Schweizer Heimatschutzes. 2014 erhielt Uster zudem den Schulthess Gartenpreis für seine langfristige und vorbildliche Planung und Umsetzung von Grünräumen.

## Kulinarisches
Unter dem Label natürli werden verschiedene Milch- und Käsespezialitäten sowie Backwaren, Teigwaren, Eier, Fleischprodukte und Fisch, Getränke, Honig, Pilze und Holz aus dem Zürcher Berggebiet vermarktet. Als typisches Landwirtschaftsprodukt aus dem Zürcher Oberland gilt der Uster-Apfel. Die Sorte mit den kleinen, gelben Früchten wurde im 18. Jahrhundert aus den Niederlanden nach Uster importiert. Der Strickhof in Lindau ist auf Ausbildungen in der Land- und Ernährungswirtschaft spezialisiert. Er dient auch als Testbetrieb für Sorten- und Anbautechnikversuche. In jüngerer Zeit hat sich der Erlebnisbauernhof Jucker Farm aus Seegräben, der jeden Herbst die grösste Kürbis-Ausstellung der Schweiz veranstaltet, weit herum einen Namen gemacht.
Rivella, das kohlensäurehaltige Tafelgetränk aus Milchserum, wurde vorübergehend in Uster hergestellt. Auch wenn die Flaschenabfüllung bereits 1954 nach Rothrist verlegt wurde, produzierte man das Milchserumkonzentrat noch bis 1999 in Uster. Zwischen 1858 und 1978 wurde in Uster Bier gebraut, zuerst an der Sennhüttenstrasse, ab 1901 an der Brauereistrasse. 2009 wurden die Brauerei und das traditionelle Usterbräu erneut zum Leben erweckt.
Im Zürcher Oberland befindet sich die Bäckerei Jowa, eine hundertprozentige Tochtergesellschaft der Migros. Ihr Ursprung geht auf die Gründung der Firma und den ersten Standort im Jonatal in Wald zurück. Der Name entstand durch die Kombination von «Jonatal» und «Wald». Heute besteht sie aus einem ganzen Netzwerk an regionalen Bäckereien mit dem Hauptstandort Volketswil.
Im Zürcher Oberland werden verschiedene Backwaren traditionell hergestellt. Die Konditorei Voland aus Bauma bäckt ihren gefüllten Lebkuchen, den Baumerfladen, nach einem über 100-jährigen Rezept und die Konditorei Honegger in Wald ist für ihre Tirggel bekannt.
In der Leibacher Bibermanufaktur in Wermatswil, Uster, werden in Handarbeit Bibermodelle und Biber nach dem traditionellen Schweizer Handwerk hergestellt.

## Politik
Die meisten Gemeinden kennen Gemeindeversammlungen, an denen politische Geschäfte diskutiert und per Abstimmung angenommen oder abgelehnt. Über ein Gemeindeparlament verfügen die grossen Gemeinden Uster, Illnau-Effretikon, Dübendorf und seit 2014 auch Wetzikon.
Jedes Jahr an einem Sonntag Ende November wird der Ustertag begangen. Er erinnert an den 22. November 1830, als sich auf dem Zimiker-Hügel in Uster rund zehntausend Männer der Zürcher Landschaft versammelten und mit dem Memorial von Uster eine neue Verfassung verlangten. Das Hauptanliegen war die Gleichstellung von Stadt und Land. Der Ustertag bedeutete die politische Wende zum modernen Kanton Zürich.
Die Region Zürcher Oberland (RZO)  ist zuständig für die regionale Raumplanung. Der Verein Standortförderung Zürioberland setzt sich für ein wettbewerbsfähiges, lebenswertes und attraktives Zürcher Oberland im Sinne der integrierten Standortförderung ein. Er vereint Akteure aus Wirtschaft, Politik und Gesellschaft und engagiert sich in vier strategischen Geschäftsfeldern: Wirtschaft, Tourismus, Kultur & Gesellschaft sowie Regionalprodukte. Unter anderem setzt er im Auftrag des Bundes und des Kantons Zürich die Neue Regionalpolitik im Zürcher Berggebiet um. Ziel dieses Förderinstrumentes ist die Steigerung der Wettbewerbsfähigkeit im ländlichen Raum, zudem 13 Gemeinden zählen.